# Jamie Barton
Jamie Barton (* 17. Oktober 1981 in Rome, Georgia) ist eine US-amerikanische Mezzosopranistin.

## Leben
Jamie Barton studierte Gesang am Shorter College in Rome und an der Indiana University Jacobs School of Music. Im Sommer 2007 begann sie ihre Karriere mit der Rolle der Annina in Verdis La traviata am Opera Theatre of Saint Louis. 2009 debütierte sie an der Metropolitan Opera in Verdis Macbeth. Sie ist Preisträgerin der BBC Cardiff Singer of the World Competition und des Richard Tucker Awards.
2019 war sie die Solistin der Last Night of the Proms. Barton ist mehrfach in Deutschland – vornehmlich in München – aufgetreten und einem breiteren Publikum als Solistin in Übertragungen der Reihe „Metropolitan Opera Live in HD“ bekannt. Für Unexpected Shadows war sie 2021 bei den 64. Grammy Awards in der Kategorie Best Classical Solo Vocal Album nominiert.

## Rezeption
Der Guardian konstatiert Barton „eine unerschütterliche Standhaftigkeit des Tons und eine Noblesse des Ausdrucks, die nicht so sehr zum Vergleich mit ihren Zeitgenossen einlade, sondern eher mit Größen aus der Mitte des 20. Jahrhunderts wie Kirsten Flagstad und Karin Branzell“. Musical Toronto schrieb über Bartons Gesang in Verdis Requiem mit dem Toronto Symphony Orchestra: „Jamie Bartons glänzender Mezzo und vorbildliches Legato waren eine solche Freude – kein Wunder, dass sie Cardiff mitgenommen hat! Ihr Liber Scriptus, Quid sum miser und Lux Eterna waren alle erstaunlich.“

## Aufnahmen (Auswahl)
- All Who Wander – Lieder von Gustav Mahler, Antonín Dvořák und Jean Sibelius; Jamie Barton (Mezzosopran); Brian Zeger (Klavier). Label: Delos Music. Erschienen November 2016 (Deutschland Januar 2017).
- Holiday Harmonies: Songs of Christmas – Jamie Barton (Mezzo); Maureen McKay (Mezzo); Stacey Shames (Harfe); Essential Voices USA (Chor). Label: Sono Luminus. Erschienen Oktober 2015 (Deutschland November 2015).
- Pauline Viardot-García: Le Dernier Sorcier – Jamie Barton (Mezzo), Trudie Styler (Erzählerin), Eric Owens (Bassbariton), Camille Zamora, Adriana Zabala, Manhattan Girls Chorus. Label: Bridge. Erschienen November 2019.
- Jake Heggie: Songs Unexpected Shadows - Jamie Barton (Mezzo), Matt Haimovitz (Cello), Jake Heggie (Klavier). Label: Pentatone. Erschienen September 2020.